# 丹增德勒仁波切
丹增德勒仁波切（藏語：བསྟན་འཛིན་བདེ་ལེགས་，威利转写：Bstan 'dzin bde legs，1950年9月22日—2015年7月12日），俗名阿安扎西，法名丹增德勒圖登曲吉尼瑪，簡稱丹增德勒，1950年出生于西康省理化县，四川省甘孜藏族自治州雅江县红龙乡乌托寺僧侣，藏傳佛教上師仁波切。
2002年4月7日，阿安扎西因为被指控涉入包括2002年4月3日发生在四川省成都市中心天府廣場的爆炸案在内的多起爆炸案，在雅江縣被捕。2002年12月2日，甘孜州中级人民法院以爆炸罪、煽动分裂国家罪判处阿安扎西死刑，缓期2年执行，剥夺政治权利终身，此后一直在狱中服刑。2005年1月26日，四川省高级人民法院裁定将阿安扎西刑罚减为无期徒刑，剥夺政治权利终身。2015年7月12日，他在成都川東監獄中去世。

## 生平

### 早年
1950年，阿安扎西出生于西康省理化县牧場的一个貧窮的牧戶家庭。阿安扎西3歲时父親去世，后由外婆撫養長大。1956年，在理塘寺出家為僧，不久後因藏區爆發武裝起義，理塘寺被鎮壓的解放軍轟炸機炸毀，還俗回家並與外婆相依為命，生活相當艱苦。
从1979年8月到1980年9月，中国政府接待了已流亡印度的第十四世达赖喇嘛先后派出的三批参观团和两批亲属回国参观。1979年，达赖喇嘛的第一批五人代表團途径理塘时，阿安扎西因向代表團反映當地1961年至1963年的飢荒真相而受到当地政府关注。

### 僧人生涯
1982年9月，阿安扎西徒步流亡至印度，10月10日在達蘭薩拉由第十四世达赖喇嘛授予比丘戒。之後，在印度南部的哲蚌寺果莽札倉學習。1983年，被第十四世达赖喇嘛認證為康區南部吾托地方帳篷寺院的格西阿登彭措的轉世仁波切。
1987年，丹增德勒從印度回国入理塘寺，因反對供奉「凶天」與主要喇嘛產生矛盾，更因為在印度求學背景被其他活佛忌憚排斥。1988年起，在以前待過的帳篷寺院所在地建寺院，後用三年時間，在當地民眾支持下，得第十世班禅额尔德尼同意，在今甘孜州雅江縣紅龍鄉（又稱塔子壩）建立寺院，全名「康那爛陀特青襄丘林貢巴」（音譯），又稱崇新寺。自1994年起籌辦學校，在當局暫時默許下於1998年5月建立格西溝和平小學，收容理塘縣、雅江縣、康定縣、瀘定縣等地貧苦兒童與孤兒，所有經費包含教職員工資與學生食衣開支平均每月13000元人民幣皆由他負擔，後來學校於2000年被當局強制命令解散。
阿安扎西在弘法期間深受百姓擁戴與信仰，與創辦喇榮五明佛學院的晉美彭措法王並稱「康北的晉美彭措，康南的阿安扎西」。但因為向當局直言投訴惹惱當地官員，1997年甘孜州宗教局下令不予承認活佛資格。當局於1997年和2000年展開調查，使得丹增德勒仁波切不得不外逃避難，康區南部農牧民聯名按手印上書達數萬份，選派代表懇求政府寬恕，當局終於首肯保證不予處置，終於讓丹增德勒重返寺院，當地數萬民眾夾道歡迎。

### 被捕及逝世
2000年4月3日於成都天府廣場發生一起爆炸案，警方逮捕一位雅江縣農民洛讓鄧珠（Lobsang Dhondup，也稱洛桑頓珠），隨後宣稱審問過程洛讓鄧珠指認受到丹增德勒仁波切指使。於是丹增德勒仁波切在2002年4月7日和其他至少三名僧侶一同於寺院被捕。同時宣稱之前在甘孜州的四起爆炸案（一度說是七起爆炸案）皆為2人所為。
中國當局指控他涉入爆炸案，甘孜藏族自治州中級人民法院於2002年11月29日開庭審判後，在12月2日以「製造系列爆炸、煽動分裂國家」罪名判處死刑，緩期執行兩年。洛讓鄧珠也在2002年12月因同案被判處死刑，並於2003年1月被處決。國際人權團體及聯合國人權專家對本案審判不公提出抗議，指他們被剥奪獲得公正審判的權利，且在拘押時遭到酷刑虐待。後來丹增德勒發表聲明：「因為我是西藏人，我將永遠真誠的為西藏人民的利益及福祉奉獻我自己。這是中國人不喜歡我，並陷害我的真正原因。」
他在2005年1月26日緩刑期滿後被減刑為無期徒刑。許多海外丹增德勒的聲援者持續要求重新審判。
2009年11月，丹增德勒仁波切的故鄉有四萬多名藏人聯署簽名要求本案重審，並進行數日絕食抗議，70多位藏人因此遭到逮捕。
在服刑過程中獄方稱阿安扎西的身體狀況並不好，且患有多項疾病且為其定期體檢與予以治療，獄方稱阿安扎西有受到人道對待。
2015年7月12日，中國成都川東監獄當局通知家屬，丹增德勒已在獄中過世。在他去世之前，藏人及國際人權團體曾一再要求讓他保外就醫。在他逝世後，家人、支持者及人權團體要求交還遺體，以檢驗死因並為他舉行宗教葬儀。但中國當局卻未經驗屍即火化遺體。
在台藏人團體在台藏人福利協會、西藏青年會台灣分會及台灣社運團體包括台灣人權促進會、台灣圖博之友會、華人民主書院、華人民主文化協會、民間司法改革基金會、廢除死刑推動聯盟、台灣漢藏友好協會、人權公約施行監督聯盟等團體於7月18日在台北市自由廣場舉辦悼念丹增德勒仁波切晚會。

## 评价
国际西藏网（International Tibet Network）称，丹增德勒對於藏東牧民在社會、醫療、教育及宗教建設上有很大的貢獻。同時，也是抗議濫伐及採礦計畫的環保人士，更是藏人與漢人間的協調者。
他是西藏流亡精神领袖第十四世达赖喇嘛的支持者，被国际社会认为是中国最重要的政治犯之一。